# Giao phối
Giao phối là thuật ngữ sinh học chỉ về sự kết hợp của các sinh vật khác giới hoặc lưỡng tính, thường cho mục đích sinh sản hữu tính. Thuật ngữ giao phối còn được gọi bằng nhiều tên khác nhau trong những hoàn cảnh khác nhau và phạm vi khác nhau như giao cấu (hành vi sinh dục, quan hệ sinh lý nhưng không nhất thiết vì mục đích sinh sản) hay phối giống hay nhân giống (dùng cho ngữ cảnh chỉ về động vật, nhân giống vật nuôi) hoặc giao hợp hay làm tình (chỉ về quan hệ tình dục ở người).
Trong tiếng Anh, từ giao phối hay Mating còn là định nghĩa giới hạn thuật ngữ ghép nối (sự ăn khớp vừa vặn) giữa các loài động vật và các định nghĩa khác mở rộng thuật ngữ giao phối ở thực vật và ở giới nấm. Thuật ngữ giao phối cũng được áp dụng cho các quá trình liên quan ở vi khuẩn, vi khuẩn cổ và vi rút. Giao phối trong những trường hợp này liên quan đến việc ghép cặp các cá thể (ghép đôi), kèm theo việc ghép cặp nhiễm sắc thể tương đồng của chúng và sau đó trao đổi thông tin về bộ gen dẫn đến sự hình thành thế hệ con tái tổ hợp (xem hệ thống giao phối).
Sự thụ tinh là sự hợp nhất của cả tế bào sinh dục hoặc giao tử. Sự giao phối hay giao hợp là sự kết hợp của các cơ quan sinh dục của hai động vật sinh sản hữu tính để thụ tinh và thụ tinh trong sau đó. Giao phối cũng có thể dẫn đến việc thụ tinh ngoài ở nhiều loài động vật bậc thấp, như được thấy ở động vật lưỡng cư, cá và thực vật. Đối với phần lớn các loài, giao phối là giữa hai cá thể khác giới. Tuy nhiên, đối với một số loài lưỡng tính, không cần phải giao hợp vì sinh vật bố mẹ có khả năng tự thụ tinh (autogamy) ví dụ như sên chuối.